# 福知山市動物園

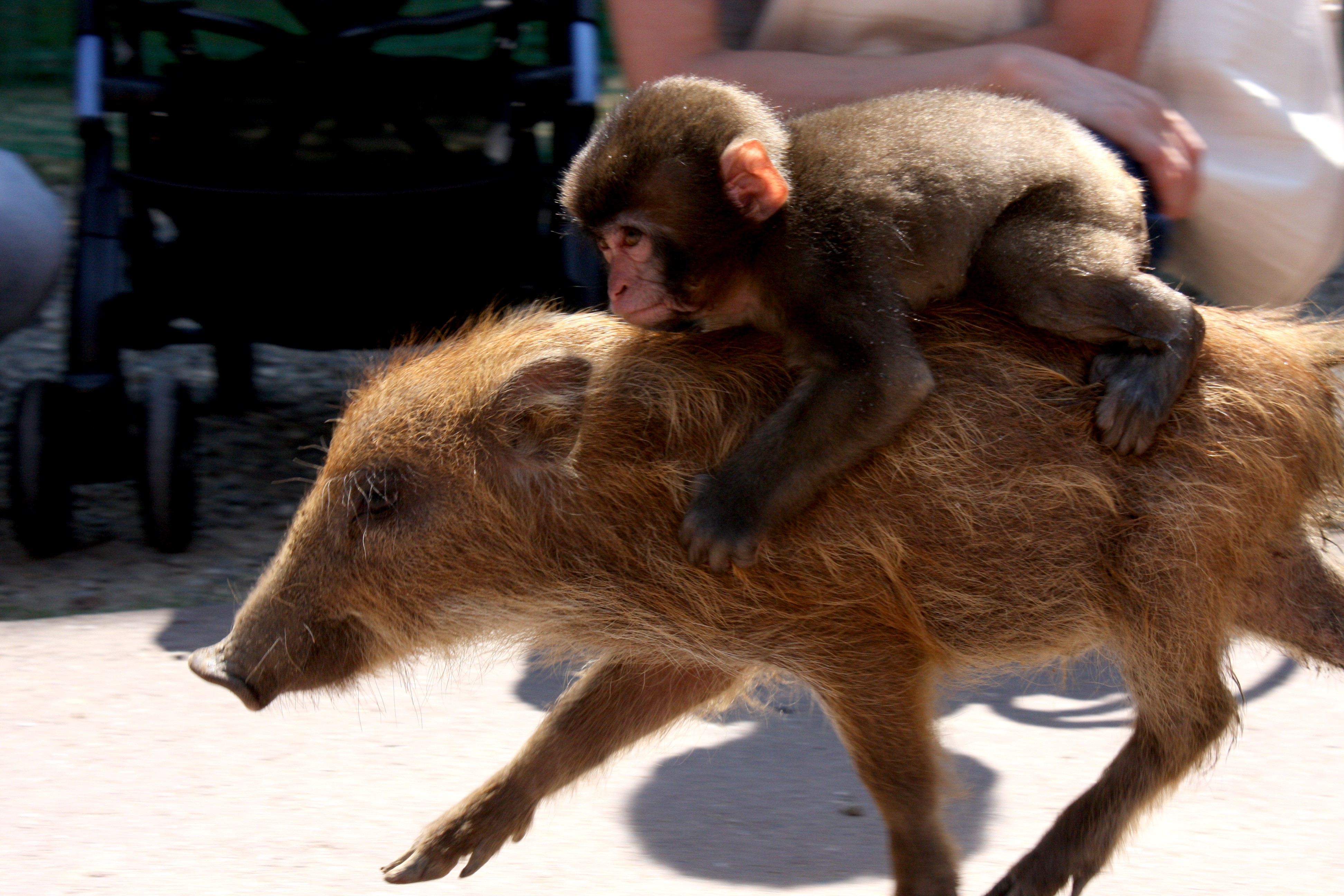
ウリ坊&みわちゃん

福知山市動物園（ふくちやましどうぶつえん）は、京都府福知山市の三段池公園内にある動物園。近畿北部エリアにある動物園では唯一地方動物園である。

## 施設
カンガルー、シロテテナガザル、アライグマ、フンボルトペンギン 、ブラッザグエノン、ワオキツネザル 、チリーフラミンゴなどが飼育されている。

## エピソード
- イノシシの子供「ウリ坊」とその背中に乗るニホンザルの「みわちゃん」がいることで知られ、テレビ番組などで取り上げられ来場者が急増したが、「ウリ坊」が成長し大人のイノシシになったため、来場者の安全を考慮し2011年（平成23年）4月15日をもって「ウリ坊」が「みわちゃん」を乗せて走るショーは終了することとなった。[1]　また、2012年（平成24年）2月には、山岳地帯に生息するミミナガヤギがロバの背中に乗るようになり、新たなコンビで人気を博している。

## 交通
- JR西日本山陰本線・福知山線、京都丹後鉄道宮福線 福知山駅
- 舞鶴若狭自動車道 福知山インターチェンジ

## ギャラリー

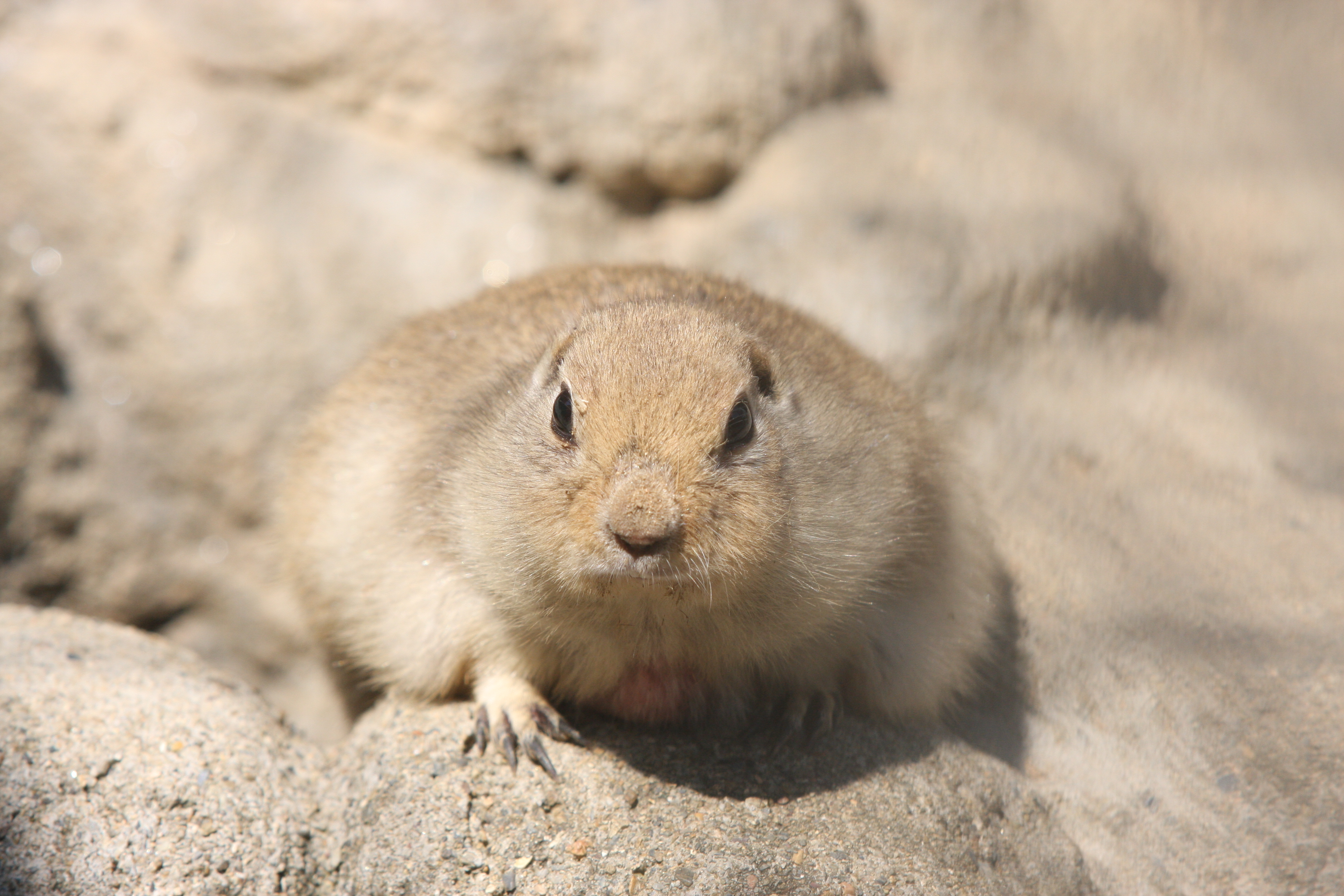
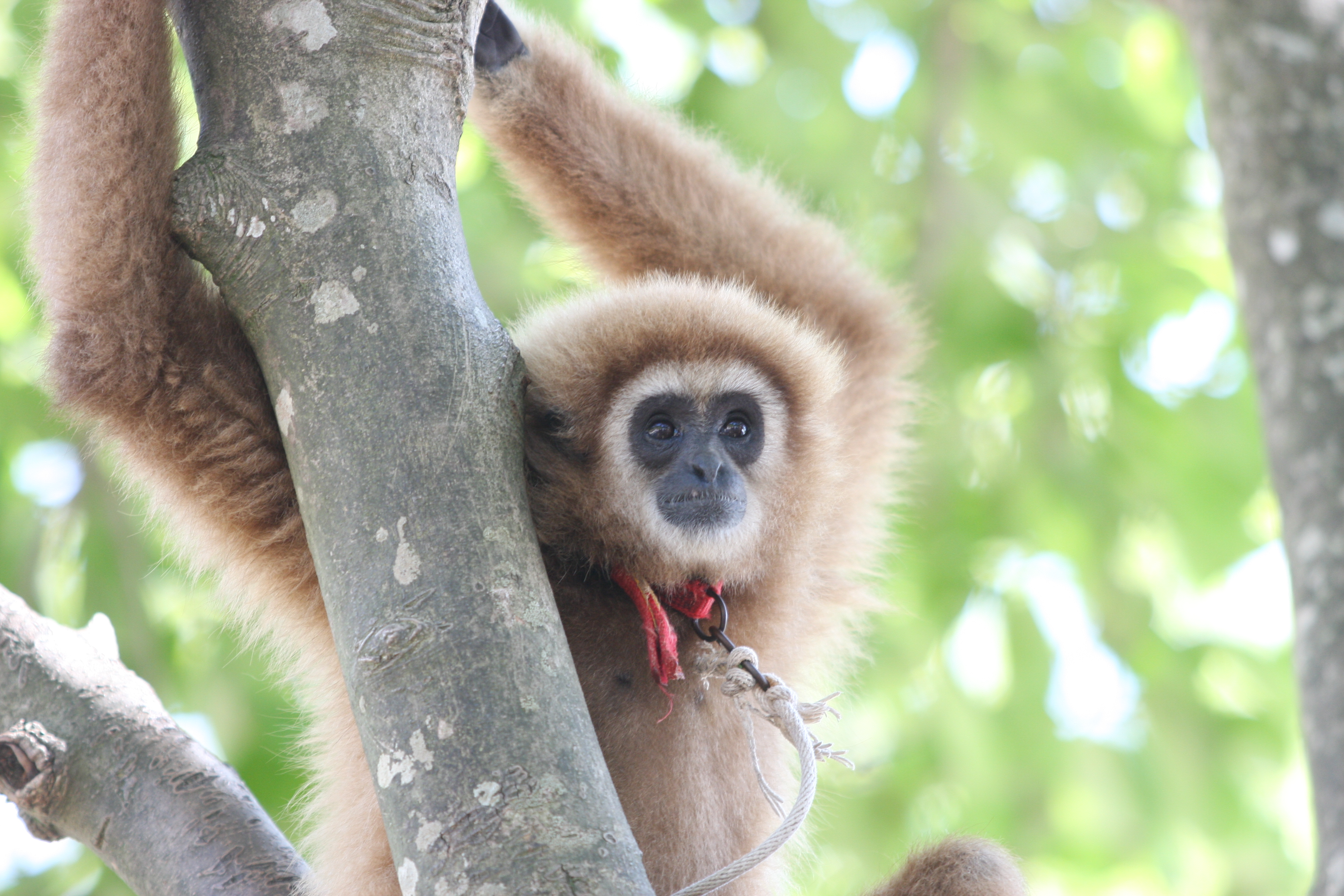
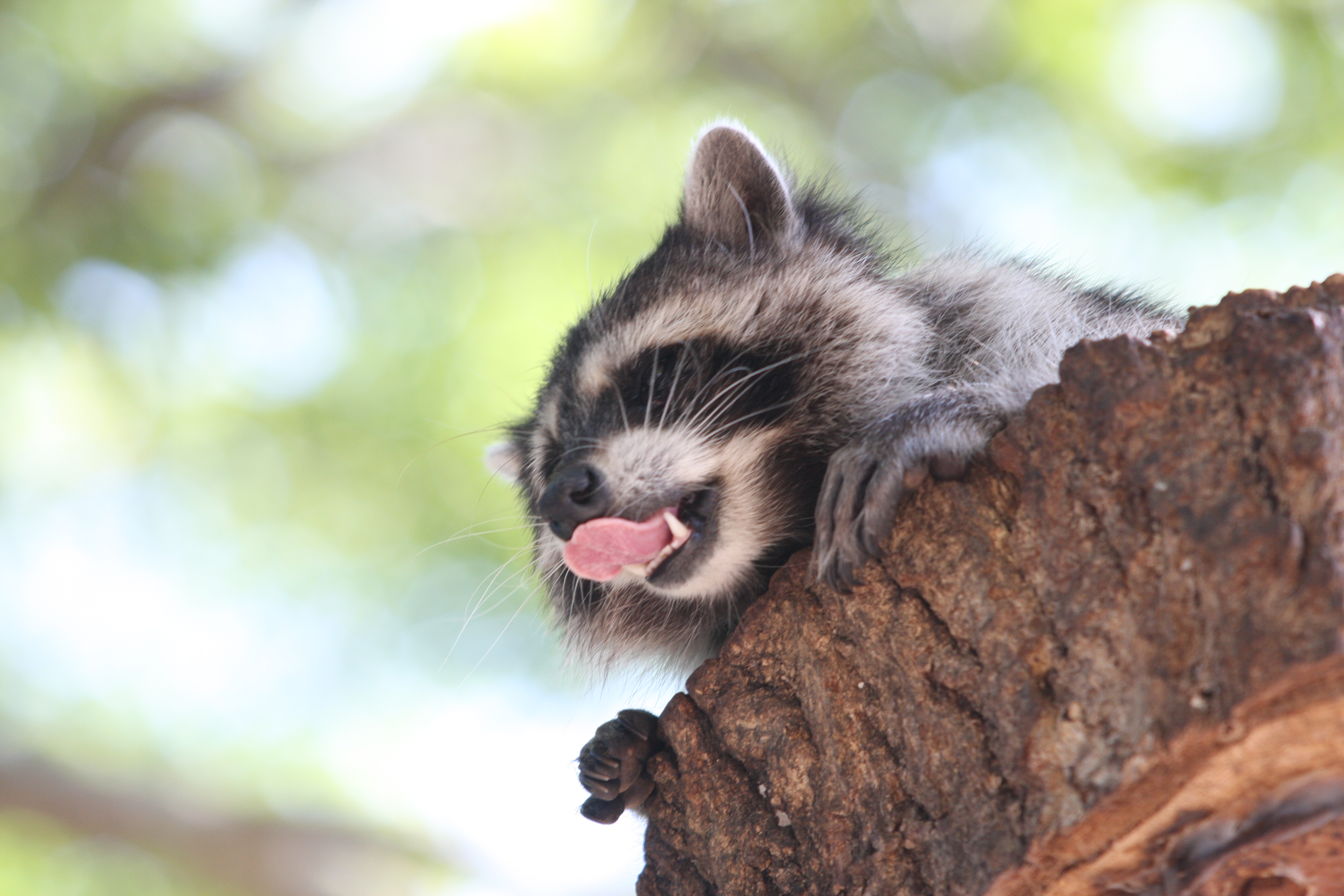
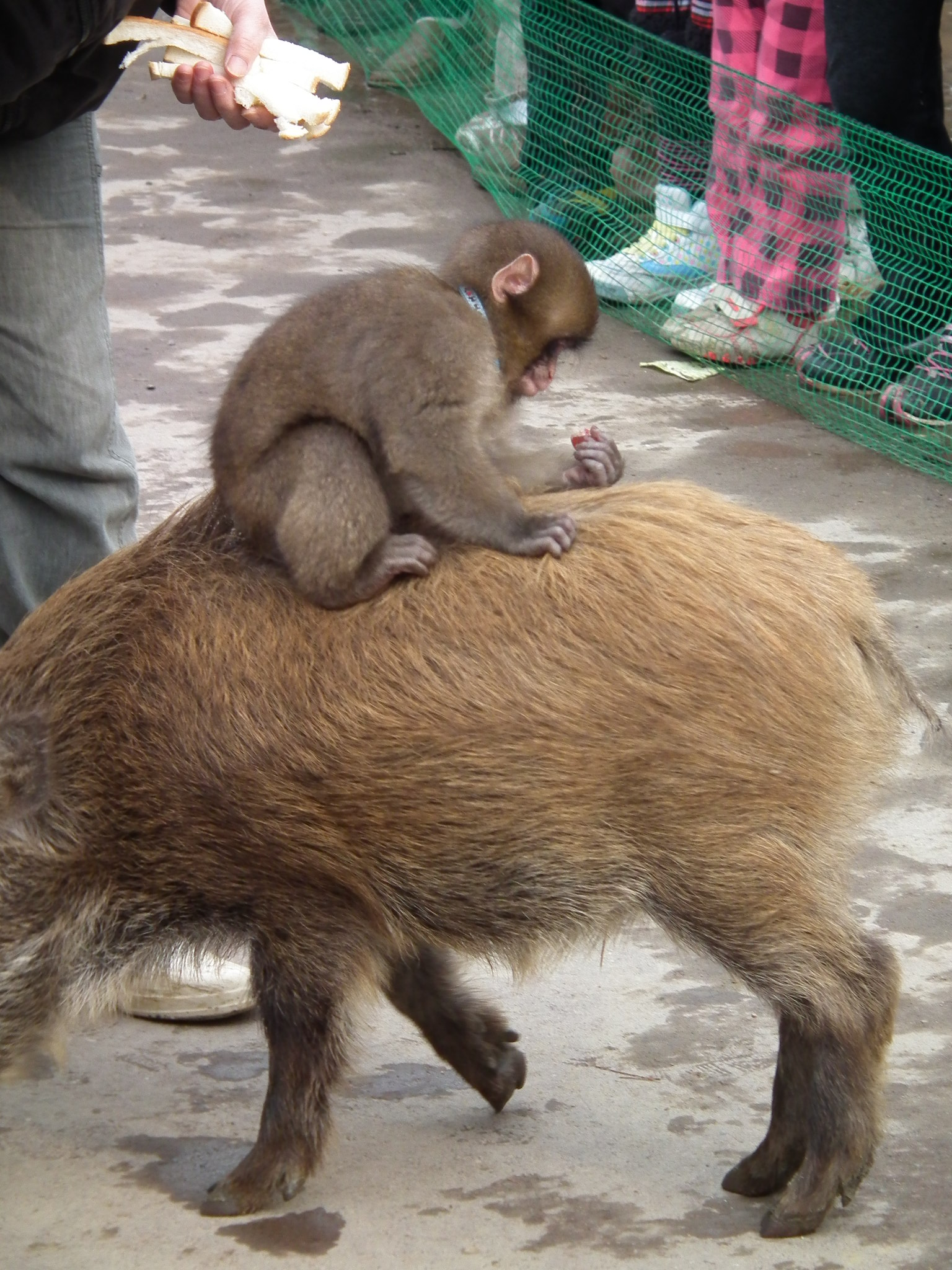

## 周辺情報
- 三段池公園（隣接）